# Departament III MSW
Departament III Ministerstwa Spraw Wewnętrznych – komórka organizacyjna Służby Bezpieczeństwa, organ w strukturze Ministerstwa Spraw Wewnętrznych Polskiej Rzeczypospolitej Ludowej, działający w latach 1956–1990. Prowadził walkę z działalnością antypaństwową w kraju, odpowiadał za tzw. „nadbudowę”, tj. w rozumieniu marksistowskim sferę niematerialną (ideologia, kultura, nauka). Początkowo również nadzorował „bazę”, czyli w rozumieniu marksistowskim sferę materialną (środki produkcji, siła robocza) – od 1981 roku ochroną gospodarki państwowej zajmował się Departament V MSW.

## Struktura
- Wydział I

Instrukcje i analizy polityczno-operacyjne
- Wydział II

Środowiska AK, NSZ, WiN, PSL Mikołajczyka, ROPCiO, rewizjoniści, dogmatycy, mniejszości narodowe, nielegalne wydawnictwa, walka z dywersją ideologiczną, kierownicze i centralne organy Liberalno-Demokratycznej Partii „Niepodległość” (27 lutego 1986).
- Wydział III

Wydawnictwa i redakcje prasowe, Interpress, TVP, radio, poligrafia (do 16 lutego 1981); (od 1981) ochrona operacyjna PAN, Ministerstwa Nauki, Szkolnictwa Wyższego i Techniki, Ministerstwa Oświaty i Wychowania i ich placówek badawczych, stowarzyszeń naukowych związków zawodowych i organizacji w tej sferze, duszpasterstw akademickich, PWN, Młodzieżowej Agencji Wydawniczej.
- Wydział IV

Ochrona operacyjna dot. zakłady opieki zdrowotnej (do 1981 r.), Ministerstwo Kultury i Sztuki, instytucje kulturalne, szkolnictwo, uczelnie wyższe, IBL, szkolnictwo artystyczne, związki twórcze, Naczelnego Zarządu Kinematografii, biblioteki i archiwa, domy kultury, Krajowa Komisja Koordynacyjna Wydawnictw Prasowych i Agencji NSZZ „Solidarność”.
- Wydział V (od 1981)

Ochrona operacyjna organizacji społeczno-politycznych.
- Wydział VI (do 16 maja 1979) następnie Departament IIIA (od 16 maja 1979), Departament V (od 7 listopada 1981)

Ochrona przemysł – patrz Departament V.
- Wydział VI (od 4 listopada 1983)

Komitet ds. Radia i Telewizji.
- Wydział VII (od 4 listopada 1983 ponownie w III Departamencie)

Ochrona dziennikarzy i mediów (z wyjątkiem Interpressu).
- Wydział VIII (od 1981)

Zabezpieczenie organizacyjne i logistyczne działań Departamentu III.
- Wydział IX (od listopada 1977 do 1981)

Nadzór działań przeciwko opozycji, RMP.
- Wydział IX

Ochrona operacyjna dotyczących zakładów opieki zdrowotnej, Ministerstwa Zdrowia i Opieki Społecznej, szkolnictwa medycznego, organizacje medyczne oraz wymiar sprawiedliwości, CZZK, adwokatura, Główny Komitet Kultury Fizycznej i Sportu, Główny Komitet Turystyki.
- Wydział XI (wcześniej Zespołu do Zwalczania Terroryzmu)

Zwalczanie terroryzmu.
- Wydział XII (wcześniej Zespół Operacyjny Departamentu III MSW – powołany w 1983)

Rozpoznawanie, zapobieganie i likwidowanie działalności antysocjalistycznej i antypaństwowej, przeciwdziałanie ich wpływaniu na funkcjonariuszy KC PZPR, NIK, ochrona ZP „Grunwald”, przeciwdziałanie KPP, masonerii.